# Francheville (Orne)
Pour les articles homonymes, voir Francheville.
Francheville est une commune française, située dans le département de l'Orne en région Normandie, peuplée de 132 habitants.

## Géographie
La commune est aux confins du pays d'Houlme, du pays d'Andaine, de la campagne d'Alençon et de la plaine d'Argentan, au centre du département de l'Orne, dans une région de bocage, sinueuse et boisée (bruyères), dans le Massif armoricain. . Son bourg est à 11 km au sud-est d'Écouché, à 12 km au nord-est de Carrouges, à 14 km au sud d'Argentan et à 19 km à l'ouest de Sées. La commune fait partie du parc naturel régional Normandie-Maine et se situe sur les bords de la Cance.
Francheville n'est pas desservie par les transports en commun. L'arrêt de car le plus proche est celui de Boucé (3 km) desservi par les lignes 30 et 31 du réseau Cap'Orne. La gare SNCF la plus proche est celle d'Argentan (15 km), avec des liaisons directes pour Caen, Le Mans et Paris. L'aéroport le plus proche est celui de Caen - Carpiquet (81 km).
Le bourg de Francheville est traversé par la D 48 d'est en ouest (qui relie la commune à Rânes) et par la D 754 du nord au sud. L'autoroute A88 se trouve à 12 km environ.
Le GR 36 passe dans la commune au niveau des Coudraies.
Le point culminant (287 m) se situe en limite sud, dans le bois de la Hunière, sur le flanc d'une colline qui culmine à 332 m sur la commune de La Lande-de-Goult voisine. Le point le plus bas (170 m) correspond à la sortie de la Cance du territoire, au nord-ouest. La commune est bocagère.
Les lieux-dits : Mahey, la Pêcherie, Fontaine-Germont, l'Être des Bruyères, Maison Charmante, Maison Berger, la Perrière, les Saussayes, Frévent, le Grais et la Perdrière composent cette commune. Certains de ces lieux-dits se partagent entre deux, voire trois communes (exemple : la Perdrière sur laquelle passent les limites administratives de Boucé, Francheville et La Lande-de-Goult).
| Avoine | Tanques, Fleuré   | Vrigny      |
| Boucé  | Francheville      | La Bellière |
| Boucé  | La Lande-de-Goult | La Bellière |

### Hydrographie
La commune est située dans le bassin Seine-Normandie. Elle est drainée par la Cance, le ruisseau de Clairefontaine, le ruisseau de Landrion, des bras de la Cance, le cours d'eau 01 de Frévent, le cours d'eau 01 de la Chapelle Saint-Jean et divers autres petits cours d'eau,.
La Cance, d'une longueur de 26 km, prend sa source dans la commune de La Lande-de-Goult et se jette  dans un bras de l'Orne à Écouché-les-Vallées, après avoir traversé six communes. 

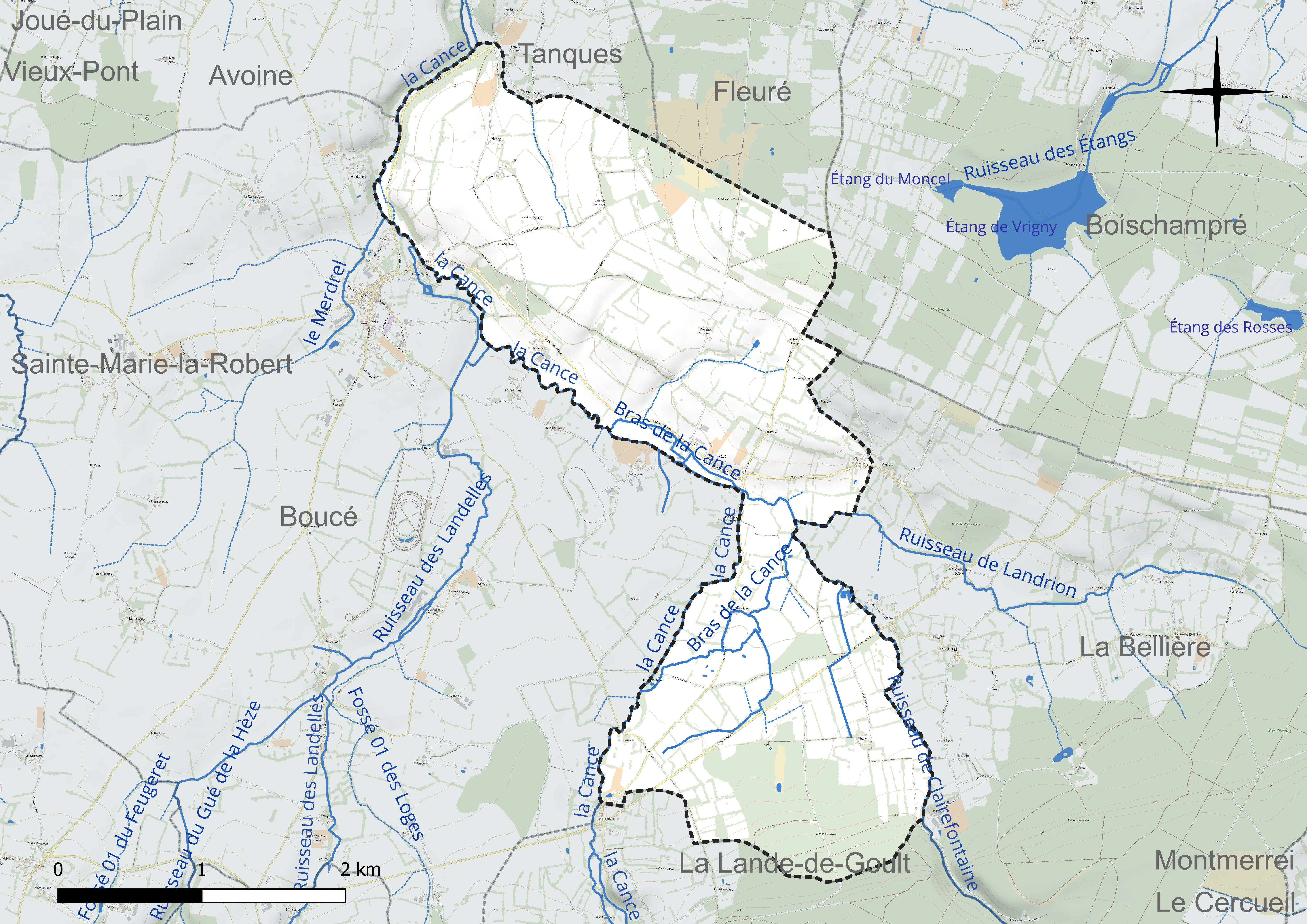
Réseau hydrographique de Francheville.

### Climat
Pour des articles plus généraux, voir Climat de la Normandie et Climat de l'Orne.
En 2010, le climat de la commune est de type climat océanique dégradé des plaines du Centre et du Nord, selon une étude du CNRS s'appuyant sur une série de données couvrant la période 1971-2000. En 2020, Météo-France publie une typologie des climats de la France métropolitaine dans laquelle la commune est dans une zone de transition entre le climat océanique et le climat océanique altéré et est dans la région climatique Normandie (Cotentin, Orne), caractérisée par une pluviométrie relativement élevée (850 mm/a) et un été frais (15,5 °C) et venté. Parallèlement le GIEC normand, un groupe régional d’experts sur le climat, différencie quant à lui, dans une étude de 2020, trois grands types de climats pour la région Normandie, nuancés à une échelle plus fine par les facteurs géographiques locaux. La commune est, selon ce zonage, exposée à un « climat contrasté des collines », correspondant au Bocage normand, bien arrosé, voire très arrosé sur les reliefs les plus exposés au flux d’ouest, et frais en raison de l’altitude.
Pour la période 1971-2000, la température annuelle moyenne est de 10,2 °C, avec une amplitude thermique annuelle de 13,6 °C. Le cumul annuel moyen de précipitations est de 849 mm, avec 12,8 jours de précipitations en janvier et 7,4 jours en juillet. Pour la période 1991-2020, la température moyenne annuelle observée sur la station météorologique la plus proche, située sur la commune d'Argentan à 12 km à vol d'oiseau, est de 11,1 °C et le cumul annuel moyen de précipitations est de 691,9 mm,. Pour l'avenir, les paramètres climatiques de la commune estimés pour 2050 selon différents scénarios d’émission de gaz à effet de serre sont consultables sur un site dédié publié par Météo-France en novembre 2022.

## Urbanisme

### Typologie
Au 1er janvier 2024, Francheville est catégorisée commune rurale à habitat très dispersé, selon la nouvelle grille communale de densité à sept niveaux définie par l'Insee en 2022.
Elle est située hors unité urbaine. Par ailleurs la commune fait partie de l'aire d'attraction d'Argentan, dont elle est une commune de la couronne,. Cette aire, qui regroupe 50 communes, est catégorisée dans les aires de moins de 50 000 habitants,.

### Occupation des sols
L'occupation des sols de la commune, telle qu'elle ressort de la base de données européenne d’occupation biophysique des sols Corine Land Cover (CLC), est marquée par l'importance des territoires agricoles (85,4 % en 2018), en diminution par rapport à 1990 (86,6 %). La répartition détaillée en 2018 est la suivante : 
prairies (53,8 %), zones agricoles hétérogènes (31,6 %), forêts (13,4 %), milieux à végétation arbustive et/ou herbacée (1 %), zones urbanisées (0,1 %). L'évolution de l’occupation des sols de la commune et de ses infrastructures peut être observée sur les différentes représentations cartographiques du territoire : la carte de Cassini (XVIIIe siècle), la carte d'état-major (1820-1866) et les cartes ou photos aériennes de l'IGN pour la période actuelle (1950 à aujourd'hui).

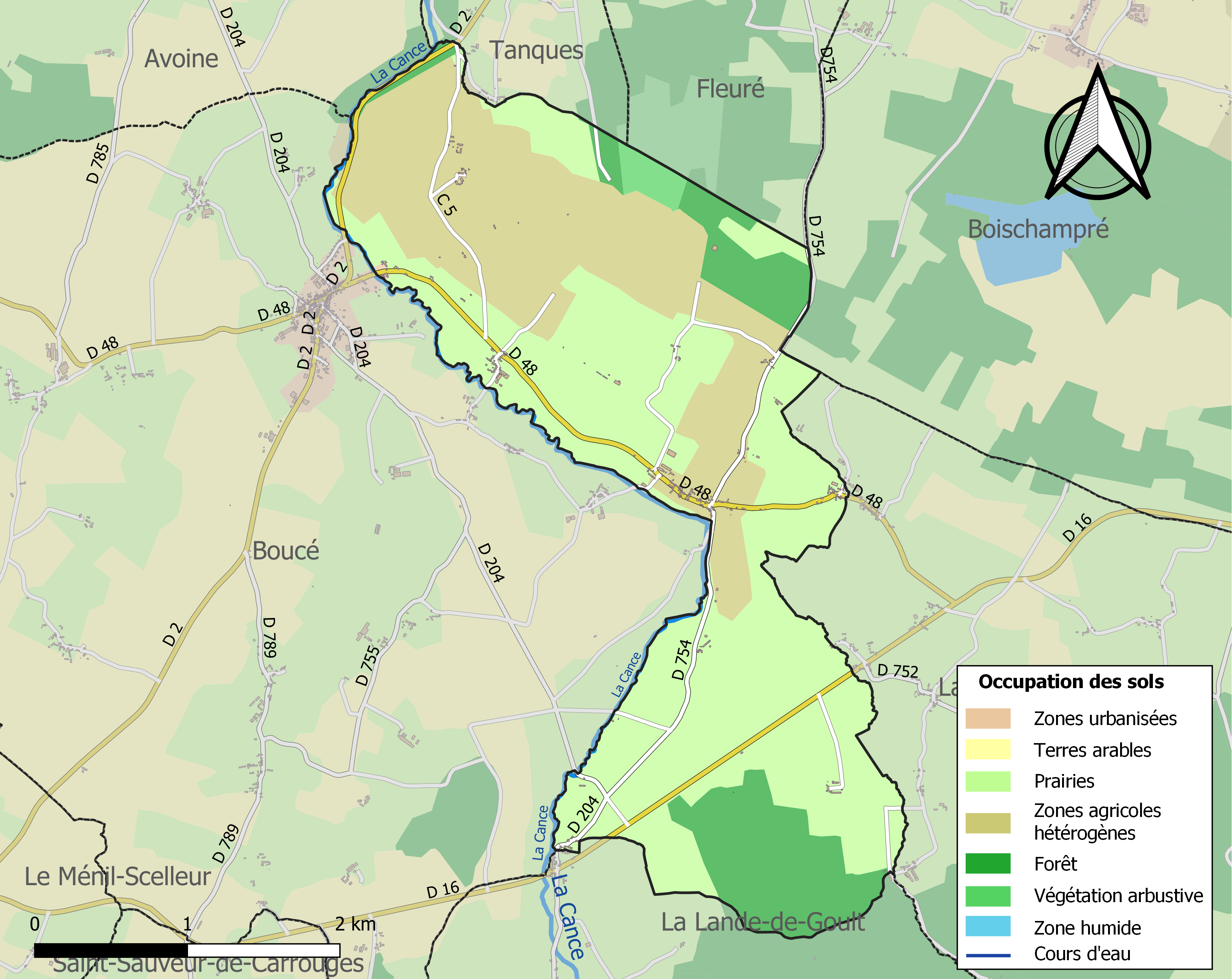
Carte des infrastructures et de l'occupation des sols de la commune en 2018 (CLC).

## Toponymie
Le nom de la localité est attesté sous la forme Francavilla en 1373.
Le toponyme  est issu de l'ancien français franc, « affranchi », « sans redevance », et ville, dans son sens originel de « domaine rural », issu du latin villa.
Le gentilé est Franchevillois.

## Histoire
Présence romaine et gauloise avec l'implantation d'un camp romain. Première appellation en 1145 (Franchevilla).
Lors de la Seconde Guerre mondiale, la commune est le théâtre d'un important fait de résistance (Robert Digeon). puis de combats le 12 août 1944 lors du reflux de la Wehrmacht.

## Politique et administration
| Période                                  | Période   | Identité              | Étiquette | Qualité |
| ---------------------------------------- | --------- | --------------------- | --------- | ------- |
| 1944                                     | mars 2001 | Pierre de Montesson   |           |         |
| mars 2001                                | En cours  | Guy-Raoul d'Harambure | DVD       |         |
| Les données manquantes sont à compléter. |           |                       |           |         |

Le conseil municipal est composé de onze membres dont le maire et deux adjoints.

## Démographie
L'évolution du nombre d'habitants est connue à travers les recensements de la population effectués dans la commune depuis 1793. Pour les communes de moins de 10 000 habitants, une enquête de recensement portant sur toute la population est réalisée tous les cinq ans, les populations de référence des années intermédiaires étant quant à elles estimées par interpolation ou extrapolation. Pour la commune, le premier recensement exhaustif entrant dans le cadre du nouveau dispositif a été réalisé en 2005.
En 2022, la commune comptait 132 habitants, en évolution de −13,73 % par rapport à 2016 (Orne : −3,21 %, France hors Mayotte : +2,11 %).
Francheville a compté jusqu'à 482 habitants en 1821.
| 1793 | 1800 | 1806 | 1821 | 1836 | 1841 | 1846 | 1851 | 1856 |
| ---- | ---- | ---- | ---- | ---- | ---- | ---- | ---- | ---- |
| 434  | 369  | 457  | 482  | 407  | 414  | 442  | 467  | 465  |

| 1861 | 1866 | 1872 | 1876 | 1881 | 1886 | 1891 | 1896 | 1901 |
| ---- | ---- | ---- | ---- | ---- | ---- | ---- | ---- | ---- |
| 475  | 439  | 373  | 340  | 310  | 284  | 284  | 289  | 287  |

| 1906 | 1911 | 1921 | 1926 | 1931 | 1936 | 1946 | 1954 | 1962 |
| ---- | ---- | ---- | ---- | ---- | ---- | ---- | ---- | ---- |
| 301  | 243  | 219  | 226  | 184  | 207  | 234  | 228  | 185  |

| 1968 | 1975 | 1982 | 1990 | 1999 | 2005 | 2006 | 2010 | 2015 |
| ---- | ---- | ---- | ---- | ---- | ---- | ---- | ---- | ---- |
| 163  | 163  | 143  | 141  | 122  | 121  | 124  | 155  | 154  |

| 2020 | 2022 | - | - | - | - | - | - | - |
| ---- | ---- | - | - | - | - | - | - | - |
| 139  | 132  | - | - | - | - | - | - | - |

## Économie
L'agriculture a une place prépondérante dans l'économie de Francheville, comme dans beaucoup de villages du bocage normand. L'élevage de bovins pour la viande ou le lait est l'activité principale.
L'élevage des chevaux est aussi représenté avec notamment le haras des Coudraies, l'un des nombreux haras du département de l'Orne.

## Lieux et monuments
- Église Notre-Dame-de-la-Nativité (XIIe siècle).
- Château « le Logis » (1662).
- La Bruyère des Coudraies.
- Chapelle Saint-Jean-Baptiste.
- Fontaine de Dévotion.

## Personnalités liées à la commune
- Daniel Desmeulles (1911-1945), chef résistant de l'Orne, déporté à Buchenwald en 1944, avait établi son PC à Francheville.
- Le comte Pierre de Montesson (1918-2015), propriétaire du haras des Coudraies. Les deux célèbres trotteurs français Une de Mai et Toscan coururent sous ses couleurs et se succédèrent souvent aux palmarès.